# Musikåret 1899

## Händelser
- 26 februari – Anton Bruckners Symfoni nr 6 uruppförs under ledning av Gustav Mahler.
- 26 april – Första versionen av Jean Sibelius Symfoni nr 1 uruppförs i Helsingfors av Helsingfors stadsorkester under ledning av tonsättaren.
- 2 maj – Hugo Alfvéns Symfoni nr 2 uruppförs under ledning av Wilhelm Stenhammar.
- 27 maj - Maurice Ravel dirigerar uruppförandet av sin sångcykel Shéhérazade.
- 19 juni - Edward Elgars Enigma Variations uruppförs i London.
- okänt datum – Skivbolaget "The Grammophone Co." börjar spela in skivor för en svensk marknad.[1]

## Årets singlar & hitlåtar
- Bergströms terzett – Till Österland vill jag fara[2]

## Årets sångböcker och psalmböcker
- Alice Tegnér – Sjung med oss, Mamma! 5

## Publicerad musik
- Kring julgranen – text och musik av Alice Tegnér.

## Födda
- 7 januari – Francis Poulenc, fransk tonsättare.
- 28 januari – Märta Ekström, svensk skådespelare och sångare.
- 15 februari – Georges Auric, fransk tonsättare.
- 16 februari – Sixten Damm, svensk tonsättare.
- 29 april – Duke Ellington, amerikansk jazzmusiker och kompositör.
- 29 april – Yngve Sköld, svensk kompositör, skådespelare, pianist och organist.
- 1 maj – Jón Leifs, isländsk tonsättare.
- 10 maj – Fred Astaire, amerikansk dansare och skådespelare.
- 16 juni – Jalmar Arvinder, svensk musiklärare, organist och tonsättare.
- 20 juli – Sven Sköld, svensk kompositör, arrangör, musiker (cello) och dirigent.
- 28 augusti – Waldemar Welander, svensk kyrkomusiker, dirigent, musikkritiker och tonsättare.
- 25 september – Alva Sandberg-Norrlander, svensk musiklärare och tonsättare.
- 30 oktober – Einar Fagstad, svensk sångare, skådespelare, kompositör och musiker (dragspel).
- 3 november – Sven E. Svensson, svensk musikforskare, musikteoretiker och klarinettist.
- 18 november – Eugène Ormándy, amerikansk dirigent och violinist.
- 22 november – Hoagy Carmichael, amerikansk sångtextförfattare och kompositör.
- 2 december – John Barbirolli, brittisk dirigent.
- 16 december – Noël Coward, brittisk pjäsförfattare, manusförfattare, regissör, producent, skådespelare, sångare och sångtextförfattare.

## Avlidna
- 3 juni – Johann Strauss d.y., 73, valskungen, österrikisk tonsättare.
- 10 juni – Ernest Chausson, 44, fransk tonsättare.
- 16 juni – August Winding, 64, dansk tonsättare.
- 22 oktober – Ernst Mielck, 21, finländsk tonsättare.
- 27 december – Carl Reinhold Littmarck, 57, svensk dirigent och tonsättare.
- 31 december – Carl Millöcker, 57, österrikisk kompositör och dirigent.

### Fotnoter
1. ↑  ”Svenska samfundet för musikforskning”. 25 april 1903. Arkiverad från originalet den 14 augusti 2010. https://web.archive.org/web/20100814103439/http://musikforskning.se/konferenser/2003/abstracts.php?menu=1. Läst 3 juni 2011.
2. ↑  ”Svensk mediedatabas”. http://smdb.kb.se/catalog/id/001537787. Läst 22 mars 2011.